# Чокрак-Керлеут
Чокрак-Керлеут (укр. Чокрак-Керлеут, крымскотат. Çoqraq Kerlevüt, Чокъракъ Керлевют) — исчезнувший хутор в Красноперекопском районе Республики Крым, располагавшийся на северо-востоке района, на берегу Кирлеутского озера, примерно в 4 км юго-западнее села Красноармейское.

## История
Впервые в исторических документах хутор Чокракский встречается на карте 1836 года, как и на карте 1842 года.
В «Списке населённых мест Таврической губернии по сведениям 1864 года», составленном по результатам VIII ревизии 1864 года, Керлеут-Чокрак — владельческий хутор, с 1 двором и 5 жителями при соляном озере Керлеутском. Вновь селение встречается в Статистическом справочнике Таврической губернии 1915 года, согласно которому на хуторе Чокрак-Керлеут (Горного управления, в аренде у Горбаненко) Воинской волости Перекопского уезда числился 1 двор с населением в количестве 4 человек приписных жителе.
После установления в Крыму Советской власти, по постановлению Крымревкома от 8 января 1921 года № 206 «Об изменении административных границ» была упразднена волостная система, Перекопский уезд переименовали в Джанкойский, в котором был образован Ишуньский район, в состав которого включили село, а в 1922 году уезды получили название округов. 11 октября 1923 года, согласно постановлению ВЦИК, в административное деление Крымской АССР были внесены изменения, в результате которых округа были отменены, Ишуньский район упразднён и хутор вошёл в состав Джанкойского района. Согласно Списке населённых пунктов Крымской АССР по Всесоюзной переписи 17 декабря 1926 года, на хуторе Чокрак-Керлеут, Ново-Александровского сельсовета Джанкойского района, числилось 4 двора, население составляло 14 человек, из них 13 русских, 1 записан в графе "прочие". В последний раз селение, как Керлеут встречается на карте генштаба РККА 1941 года.